# First Canadian Place
First Canadian Place es un rascacielos situado en el distrito financiero de Toronto, Ontario, Canadá, en la esquina noroeste de las calles King y Bay, y es la sede operativa de Toronto del Bank of Montreal. Con 298 m, es el rascacielos más alto de Canadá, el 9º más alto de América del Norte por altura de la azotea (noveno por altura de la antena), y el 104.º más alto del mundo. Es la tercera estructura autoportante más alta de Canadá, tras la CN Tower, también en Toronto, y la chimenea Inco Superstack en Sudbury, Ontario. El edificio es propiedad de Brookfield Office Properties, junto con los vecinos Exchange Tower, Bay Adelaide Centre y otros espacios de oficinas en Downtown Toronto.

## Historia y arquitectura

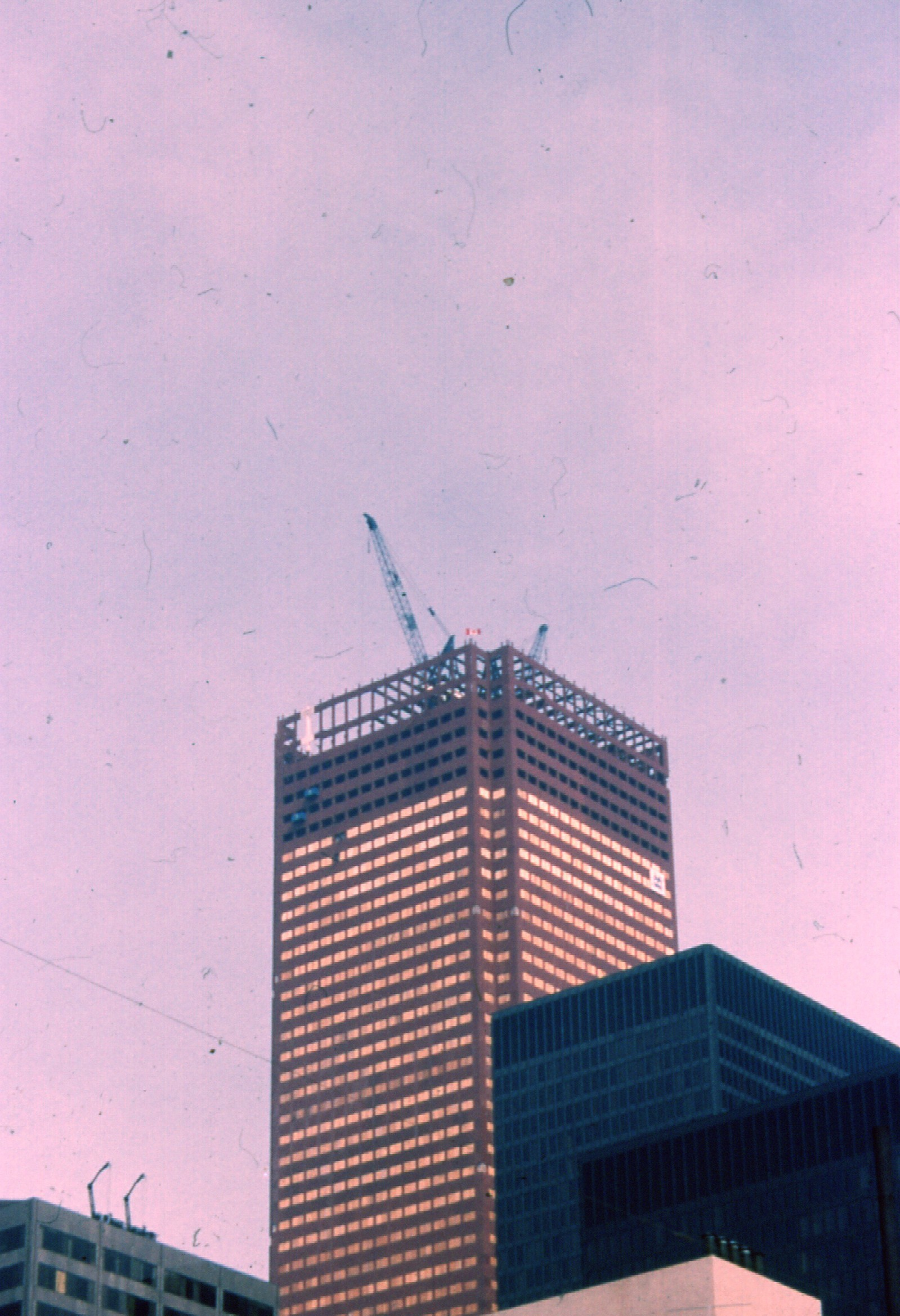
First Canadian Place en construcción en 1975.

First Canadian Place lleva el nombre del primer banco de Canadá, el Bank of Montreal. Diseñado por Bregman + Hamann Architects con Edward Durell Stone como consultor de diseño, First Canadian Place se construyó en 1975 (llamado originalmente First Bank Building) en la parcela del Old Toronto Star Building. La parcela fue la última esquina de King y Bay recalificada en las décadas de 1960 y 1970, y comenzó una guerra de ofertas por ella. La entonces poco conocida empresa Olympia and York finalmente obtuvo casi toda la manzana, aunque la elección del reformista alcalde David Crombie llevó a nuevas normas prohibiendo rascacielos y se tardaron tres años de lobby antes de que se concediera el permiso de First Canadian Place. Cuando se completó, el edificio tenía una apariencia similar al Aon Center de Chicago, Estados Unidos; construido dos años antes como el Standard Oil Building. El edificio de Chicago tiene la misma planta y está revestido con el mismo mármol; la única diferencia manifiestamente visible es la orientación vertical de las ventanas, frente a la horizontal de First Canadian Place.
Cuando se completó en 1975, First Canadian Place era el sexto edificio más alto del mundo por altura máxima (actualmente es el 104.º) y el edificio más alto fuera de Nueva York y Chicago. Fue también el edificio más alto de la Mancomunidad de Naciones hasta la construcción de las Torres Petronas en Kuala Lumpur, Malasia, en 1998. El logo "M-barra" del Bank of Montreal en la parte superior del edificio fue el signo más alto del mundo desde 1975 hasta que fue sobrepasado por el logo del CITIC Plaza en 1997. La azotea contiene todavía una serie de antenas usadas para emisión de radio y televisión. El rascacielos contiene 29 ascensores, y es uno de los pocos edificios del mundo que usa ascensores de dos pisos, y está conectado al sistema subterráneo PATH.

### Revestimiento de la fachada
En First Canadian Place se usó el mismo mármol de Carrara blanco que en el Aon Center como revestimiento exterior y acabados interiores, con aproximadamente 45.000 paneles de mármol que pesan unos 90 a 140 kg cada uno. Presagiando lo que tendría lugar con First Canadian Place en 2007, una de las placas de mármol del Aon Center, que entonces se llamaba Standard Oil Building, se desprendió en 1974, cayendo y penetrando el techo de un edificio cercano, resultando en un posterior revestimiento de todo el Aon Center en granito blanco entre 1992 y 1994. El problema también surgiría en First Canadian Place. Durante una intensa tormenta la tarde del 15 de mayo de 2007, un panel de mármol blanco de 1 x 1,2 m y 140 kg cayó desde la cara sur de la planta 60 hasta el techo del tercer entresuelo, causando que las autoridades cerraran calles cercanas como precaución.

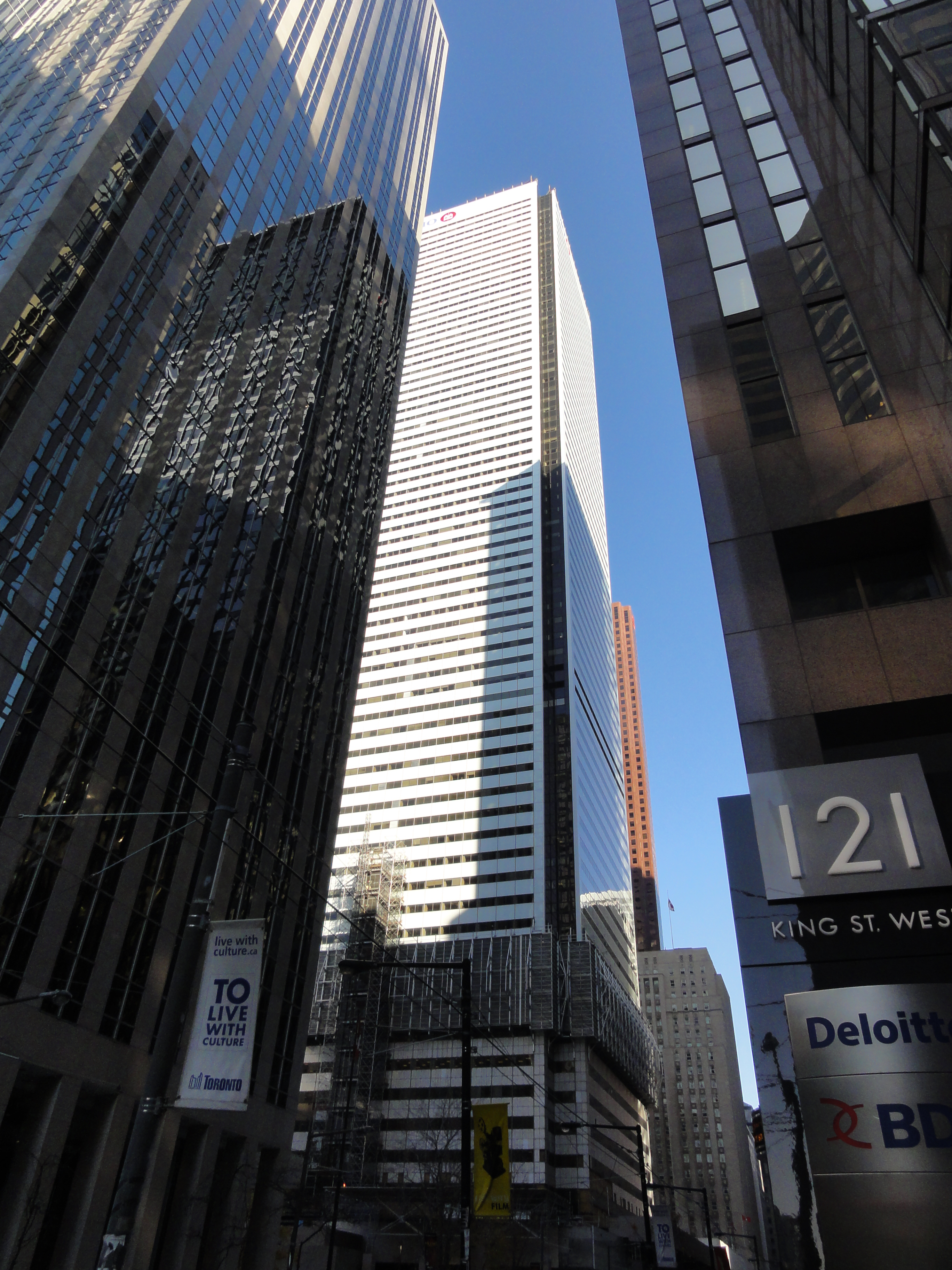
La nueva fachada de First Canadian Place, casi completa en noviembre de 2011.

A finales de 2009, se anunció que Brookfield Properties, dueños de First Canadian Place, seguirían el ejemplo del Aon Center y sustituirían, durante tres años, los 45.000 paneles de mármol por otros nuevos de cristal (no granito como en el Aon Center) con frita cerámica blanca en la sección central y con tinte bronce en las esquinas. Brookfield y los copropietarios también lanzaron un programa de renovación multifacético que incluirá "mejoras de los sistemas mecánico, eléctrico y de iluminación del edificio que redefinirán los estándares de un mayor rendimiento, comodidad y sostenibilidad". También se renovarán las zonas comunes de First Canadian Place, como las entradas superior e inferior y los lobbies de ascensores, la galería comercial y Market Place. Suelos de piedra natural, detalles de cristal con frita, barandillas de metal pulido, nuevo ajardinamiento, y fuentes de agua producirán un nuevo entorno inspirado y contemporáneo. Los arquitectos de diseño del programa de renovación son Moed de Armas & Shannon Architects, y Bregman + Hamann Architects son los arquitectos de registro. El coste de todo el proyecto es de más de CA$ 100 millones, que pagarán los dueños. Este extenso proyecto de mejora proporcionará un nuevo exterior de FCP y eliminará los costes asocidados con el mantenimiento del mármol.

## Ocupantes
- Bank of Montreal
- Osler, Hoskin & Harcourt[13]

### Emisiones de radio
Las siguientes emisoras de la zona de Toronto tienen sus transmisores en First Canadian Place:

### Estaciones de FM
- CKLN-FM 88.1 (primera estación de radio que usó este transmisor. Actualmente extinta.)
- CIRV-FM 88.9
- CIUT-FM 89.5
- CJBC-FM 90.3 (Radio-Canada Espace Musique)
- CKIS-FM 92.5 (Kiss 92.5)
- CFXJ-FM 93.5 (Flow 93.5)
- CJKX-FM 95.9 (KX96) +
- CFMZ-FM 96.3 (Classical 96)
- CBLA-FM 99.1 (CBC Radio One)
- CJSA-FM 101.3 (CMR Diversity FM)
- CFNY-FM 102.1 (102.1 The Edge) #
- CKAV-FM 106.5 (Aboriginal Voices Radio)
- CILQ-FM 107.1 (Q107) #

# transmisor de reserva; principal transmisor en CN Tower

+ transmisor simultáneo; proporciona cobertura adicional al transmisor principal de Ajax

### Estaciones de televisión
- CKXT-DT (Sun News Network) UHF canal 52
- CJMT-DT (Omni.2) UHF canal 69